# 黃凡珊
黃凡珊（1987年9月29日—）為臺灣女子籃球運動員，現效力於台元女籃。
黃凡珊出身國泰女籃體系的淡水商工與中國文化大學，2018年3月在第13季WSBL冠軍賽第二戰繳出17分以及最後關頭的關鍵上籃助隊封后而獲選冠軍賽MVP，2018年10月加盟WCBA山西女籃。2024年9月，黃凡珊離開國泰女籃以後轉戰台元女籃。

## 外部連結
- 黃凡珊在fiba.basketball（英语）
- 黃凡珊在archive.fiba.com（archived）（英语）
- 黃凡珊在Eurobasket.com（球員）（英语）